# Подозрительные лица
«Подозрительные лица» (англ. The Usual Suspects — «Обычные подозреваемые») — независимый детективный кинофильм 1995 года режиссёра Брайана Сингера в жанре неонуар. Широко признан одним из стилеобразующих фильмов 1990-х годов. Стабильно занимает высокое место в списке 250 лучших фильмов по версии IMDb. Американский институт кино в 2008 году включил его в десятку наиболее значимых детективов в истории Голливуда.

## Сюжет
Сюжет фильма представлен в нескольких временных плоскостях. В начале показано, как человек по имени Кайзер стреляет в раненого по имени Китон, а потом поджигает корабль, на котором происходит разговор. Весь последующий хронометраж фильма посвящён распутыванию истории, которая привела к этой сцене, и установлению личности Кайзера.
Как можно понять из последующих сцен, после взрыва корабля на причале было найдено 27 трупов. Уцелело только двое человек — сильно обгоревший венгерский нелегал, который медленно приходит в сознание в больнице под присмотром агента ФБР Баэра (Джанкарло Эспозито), и частично парализованный мошенник по прозвищу Болтун (Кевин Спейси), которого допрашивает агент Куйан (Чазз Пальминтери). По указанию окружного прокурора Болтун будет отпущен в обмен на содействие следствию. Бо́льшая часть фильма состоит из воспоминаний Болтуна, которые представлены во флешбэках.
Болтун рассказывает о том, что он как-то был приглашён в полицейский участок в качестве статиста при опознании. Четверо статистов с криминальным прошлым, которые принимали участие в опознании помимо него, были оставлены на ночь в одной камере (впоследствии станет ясно, что их встреча была заранее подстроена). Там у них созрел план разбойного нападения на машину нечистых на руку полицейских. Неформальным главой группы становится Дин Китон (Гэбриел Бирн) — бывший полицейский, некогда осуждённый за «грязные делишки» и теперь безуспешно пытающийся наладить легальный бизнес.
После успеха нападения на полицейскую машину сообщники отправляются из Нью-Йорка в Лос-Анджелес, чтобы сбыть награбленное. Покупатель предлагает им напасть на торговца драгоценностями. Во время грабежа телохранителей торговца и его самого вынужденно убивают, а в кейсе жертвы сообщники обнаруживают не драгоценности, а наркотики. Вскоре к ним является некий адвокат Кобаяси (Пит Постлетуэйт), предлагая опасную работу — взорвать корабль с грузом кокаина на 91 000 000 долларов, который аргентинская мафия продаёт венгерской; деньги они могут оставить себе. Кобаяси шантажирует всех пятерых нападением на лжеювелира, а кроме того вручает всем пятерым подробнейшее досье на них самих и близких им людей, угрожая жестоким возмездием со стороны своего босса — Кобаяси, по его словам, работает на легендарного турецкого гангстера Кайзера Созе, про которого все слышали, но никто не видел в глаза. Многие считают Кайзера легендой, выдуманной для отвода глаз. По слухам, Кайзер — «дьявол во плоти» — самолично застрелил жену и детей, когда они оказались в заложниках у его конкурентов из Венгрии. Все пятеро в разное время перешли Кайзеру дорогу, сорвав мелкие операции — по словам Кобаяси, они живы только потому, что не знали, с кем имеют дело, но за ними долг, который теперь нужно погасить. Из пятерых пойти на дело отказывается только Фенстер (Бенисио Дель Торо) — и наутро его обезображенное тело находят на пляже.
Сообщники отказываются работать на Кайзера и пытаются «убрать» Кобаяси, но тот хладнокровно заявляет, что подстраховался — и действительно, в его офисе оказывается любовница Китона (Сьюзи Эймис), которую в случае срыва операции изнасилуют и убьют. Кобаяси грозит, что то же самое сделает с близкими остальных.
Наступает ночь, назначенная для налёта. Трое сообщников направляются на корабль, а Болтуна как калеку Китон оставляет «на шухере». Один из налётчиков застрелен у машины с деньгами, другой получает нож в спину, а в Китона кто-то стреляет с верхней палубы. Калека становится невольным свидетелем сцены убийства Китона, с которой начинался фильм. Между тем допрашивающий вынужден прервать его повествование — ему сообщают, что среди погибших на корабле был единственный человек, знавший в лицо неуловимого Кайзера Созе.
С поступлением этой информации в голове агента Куйана всё встаёт на свои места. Кокаин в ночной разборке был лишь прикрытием, истинной целью Кайзера было уничтожение ценного свидетеля, который мог вывести полицию на его след. Агент убеждён, что Кайзер и Китон — одно лицо. Он давно расследует тёмное прошлое Китона и знает, что однажды ему уже удалось инсценировать собственную гибель. Изумлённому Болтуну он сообщает, что его использовали, что вся перестрелка была подстроена Китоном с единственной целью — оставить в лице Болтуна того свидетеля, который убедит полицию в его гибели.
Потрясённого услышанным рассказчика отпускают на волю, а агент докладывает о своих подозрениях начальнику. Его взгляд падает на доску с именами разыскиваемых преступников — и на ней он обнаруживает названия всех тех мест, которые звучали в рассказе Болтуна. Он в шоке выпускает из рук чашку с кофе, она падает на пол — на одном из черепков красуется имя японского производителя керамики «Кобаяси». В ушах агента звучат обрывки из рассказа калеки, в которых упоминаются эти имена. Он вспоминает, что калека не сразу рассказал ему и про Кайзера, и про то, что на корабле не было кокаина, — он сам вытянул из него эти сведения.
В это время на полицейский факс приходит описание внешности Кайзера, составленное по словам раненого венгерского нелегала. Сомневаться не приходится: Болтун — это и есть Кайзер, и вся его история сымпровизирована в этой самой комнате на основе тех предметов, на которые падал его взгляд. Агент выбегает на улицу, но мнимый калека уже успел свернуть за угол. Делая несколько шагов, испуганный неудачник Болтун неуловимо превращается в уверенного в себе мужчину с волевым властным лицом. Симптомы болезненности пропали, он уверенно зажигает сигарету — той самой зажигалкой, которая была в руках Кайзера в начале фильма. Он садится в машину, за рулём которой человек, фигурировавший в его рассказе как Кобаяси, и скрывается.

## В ролях
| Актёр              | Роль                  |
| ------------------ | --------------------- |
| Кевин Спейси       | Роджер «Болтун» Кинт  |
| Чезз Палминтери    | агент Дэйв Куйан      |
| Гэбриэл Бирн       | Дин Китон             |
| Стивен Болдуин     | Майкл Макманус        |
| Кевин Поллак       | Тодд Хокни            |
| Бенисио дель Торо  | Фред Фенстер          |
| Пит Постлетуэйт    | мистер Кобаяси        |
| Питер Грин         | Редфут                |
| Джанкарло Эспозито | агент ФБР Джек Баер   |
| Дэн Хедайя         | сержант Джеффри Рабин |
| Сьюзи Эмис         | Эди Финнеран          |
| Кларк Грегг        | доктор Уолтерс        |

## Работа над фильмом
Кевин Спейси договорился поработать с Сингером после просмотра его дебютного фильма «Общественный доступ». На фестивале «Сандэнс» на вопрос репортёра сценарист Маккуорри ответил, что его новый фильм будет о группе преступников, которые встретились как статисты, приглашённые на опознание в полицейский участок. На базе этой идеи — ещё до написания сценария — родился постер к фильму.
Название картине дал попавшийся на глаза Сингеру заголовок журнальной заметки — это цитата из классического фильма «Касабланка». В оригинале цитата звучит Round up the usual suspects, что можно перевести как Начинайте аресты по списку, то есть приказ собирать тех, на кого обычно падает подозрение. Буквальный перевод названия фильма Сингера на русский язык — «Обычные подозреваемые», можно рассматривать вариант «Знакомые всё лица».
При написании сценария Маккуорри отталкивался от одной из своих более ранних, неопубликованных работ, герой которой, расправившись с собственным семейством, надолго исчезал из поля зрения преступного мира и полиции. Персонаж Созе основан на личности Джона Листа, убившего в 1971 году свою мать, жену и троих детей и арестованного только в 1989 году. В лос-анджелесской фирме, в которой раньше работал Маккуорри и где он начал обдумывать идею «Подозрительных лиц», работал юрист по имени Кайзер Суми. Слово «созе» он почерпнул в англо-турецком разговорнике, оно значит «болтовня» (намёк на прозвище главного героя). Сингер впоследствии описывал «Подозрительные лица» как гибрид «Расёмона» с «Двойной страховкой» (классический нуар). Он также сравнивал структуру фильма с лентами «Гражданин Кейн» и «Магнитные ленты Андерсона».
Съёмки сцены в полицейском участке, когда герои должны произнести фразу «Hand me the keys, you cocksucker», выбились из графика и вывели Сингера из себя. Болдуин и Поллак при съёмках каждого дубля пытались рассмешить Бирна, а Дель Торо испускал газы.
Фильм был снят при относительно небольшом бюджете в 5,5 млн долларов за 35 дней. По ходу повествования было рассеяно достаточное количество ключей к личности Кайзера, чтобы мотивировать повторные просмотры. Рекламная кампания велась под слоганом «Ты знаешь, кто такой Кайзер Созе?» Впоследствии, получая «Оскар», Кевин Спейси сострил: «Кем бы ни был Кайзер Созе, я могу заверить вас, что сегодня вечером он будет мертвецки пьян».

## Реакция
В прокате фильм более чем окупился, собрав только в Северной Америке более 23 миллионов долларов. Респектабельное издание The New York Times опубликовало положительную рецензию на фильм, в которой он сравнивался с «Бешеными псами» Тарантино как потенциально «культовый фильм» при том, что на самом деле это результат холодного расчёта создателей фильма и повествование практически не затрагивает зрительских эмоций. Роджер Эберт, признавая, что запутался в сюжетных перипетиях и был обескуражен неожиданной развязкой, разнёс фильм в пух и прах; впоследствии он включил его в число своих самых нелюбимых фильмов.
Составители онлайн-энциклопедии Allmovie, оценивая «Подозрительные лица» с высоты прошедших лет, назвали его одним из самых совершенных триллеров десятилетия: «Бескомпромиссно стильный и прибавляющий в закрученности с каждой новой сценой, фильм приглашал зрителей разделить замешательство [действующих лиц], попытаться распознать, где тут иллюзия, а где реальность, как будто присутствуя на представлении фокусника».
«Величайший трюк Дьявола состоял в том, чтобы убедить мир, будто он не существует» — произносит по ходу своего рассказа Болтун. В этом бодлеровском афоризме («Парижский сплин», стихотворения в прозе (1860). XXIX. «Великодушный игрок») заключён намёк на то, что суперзлодей, вокруг которого сплетена повествовательная канва, вовсе не является городской легендой.
В пародии «Очень страшное кино» (Scary Movie, 2000 год) цитируется концовка «Подозрительных лиц» — запоздалое прозрение главной героини и моментальное преображение подозреваемого из калеки в уверенного, здорового человека.
В сериале «Ты — воплощение порока» в первом сезоне изображена часть концовки фильма, когда герой догадывается об обмане по предметам и надписям в музее.
В пародии «Без вины виноватый» (Wrongfully Accused, 1998 год) есть целая сцена, которая повторяет вкратце фильм, когда герой на ходу выдумывает историю из названий предметов, которые находятся перед его глазами.

## Награды и номинации

### Награды
- 1995 — две премии Национального совета кинокритиков США: лучший актёрский ансамбль, лучший актёр второго плана (Кевин Спейси)
- 1995 — два приза кинофестиваля в Сиэтле: лучший режиссёр (Брайан Сингер), лучший актёр (Кевин Спейси)
- 1995 — Серебряная награда Токийского кинофестиваля (Брайан Сингер)
- 1996 — две премии «Оскар»: лучший оригинальный сценарий (Кристофер МакКуорри), лучшая мужская роль второго плана (Кевин Спейси)
- 1996 — две премии «Сатурн»: лучший фильм в жанре экшн / приключения, лучшая музыка (Джон Оттман)
- 1996 — две премии BAFTA: лучший оригинальный сценарий (Кристофер МакКуорри), лучший монтаж (Джон Оттман)
- 1996 — премия Эдгара Аллана По за лучший художественный фильм (Кристофер МакКуорри)
- 1996 — две премии «Независимый дух»: лучший сценарий (Кристофер МакКуорри), лучший актёр второго плана (Бенисио дель Торо)

### Номинации
- 1996 — номинация на премию «Сатурн» за лучшую режиссуру (Брайан Сингер)
- 1996 — номинация на премию BAFTA за лучший фильм (Брайан Сингер, Майкл МакДоннелл)
- 1996 — номинация на премию «Сезар» за лучший зарубежный фильм (Брайан Сингер)
- 1996 — номинация на премию «Золотой глобус» за лучшую мужскую роль второго плана (Кевин Спейси)
- 1996 — номинация на премию «Независимый дух» за лучшую операторскую работу (Ньютон Томас Сигел)
- 1996 — номинация на премию Гильдии киноактеров США за лучшую мужскую роль второго плана (Кевин Спейси)